# C2H3NO
C2H3NO هي صيغة كيميائية تحتوي على ذرتين من الكربون و3 ذرات من الهيدروجين وذرة واحدة من النيتروجين وذرة واحدة من الأكسجين وتبلغ كتلتها المولية 57.05136 غ.مول-1. ومن المركبات الكيميائية التي تحمل الصيغة نفسها:
- Glycolonitrile [الإنجليزية]‏
- ميثيل إيزوسيانات

## روابط خارجية
- C2H3NO على موقع chemcalc
- C2H3NO على موقع chemspider
- C2H3NO على موقع pubchem
- C2H3NO على موقع convertunits